# Abbaye des Salenques
L'Abbaye d'Abondance-Dieu ou des Salenques est une ancienne abbaye cistercienne fondée sur la paroisse de Saint-Felix des Salenques (aujourd'hui sur la commune de Les Bordes-sur-Arize, dans l'actuel département de l'Ariège).

## Historique
Le monastère cistercien de femmes (ordre de Citeaux) des Salenques (appelé également Notre-Dame de l'Abondance-Dieu) a été fondé par Aliénor de Comminges et son fils Gaston Fébus en septembre 1353. Aliénor de Comminges s’y fait enterrer.
En diverses occasions difficiles, les religieuses quittèrent les lieux au profit du château de Pailhès, de Montesquieu-Volvestre, de Foix et enfin de Toulouse en 1679 (rue des Salenques) avant que la Révolution mette définitivement fin à l'existence de l'abbaye.
Le monastère fut notamment réduit à l'état de ruines en 1574 pendant les guerres de Religion.

## Liste des abbesses
- 1353-1370 : Matheline Ire de Castillon
- 1370-1398 : Marguerite Ire
- 1398-1415 : Marguerite II de Lévis
- 1415-1448 : Matheline II de Pardaillan
- 1448-1462 : Henriette de Vincens de Causans
- 1462-1489 : Eléonore Ire de Foix
- 1489-1512 : Agnès de Montault
- 1512-1536 : Eléonore II de La Roque
- 1536-1573 : Anne Ire de Saint-Étienne de Montbeton
- 1573-1598 : Juliette de Corneilh
- 1598-1601 : Charlotte de Noé de L’Isle
- 1601-1610 : Miramonde de Labiston
- 1610-1618 : Jeanne de Mauléon de Francon
- 1618-1619 : Françoise de Francasal
- 1619-1626 : Marguerite II Suzanne de Mauléon de Francon
- 1626-1658 : Anne II Claire de Noé de L’Isle
- 1658-1694 : Philiberte de Noé de L’Isle
- 1694-1719 : Gabrielle Ire de Sirgan d’Ercé
- 1719-1723 : Marguerite IV de Sirgan d’Ercé
- 1723-1742 : Gabrielle II de Sirgan d’Ercé
- 1742-1781 : Marie Ire Charlotte de Montillet du Chastellard de Grenaud
- 1781-1792 : Marie II Louise de Villoutreys de Faye

Source : Gallia Christiana